# 索尼娅·索托马约尔
索尼娅·玛丽亚·索托马约尔（西班牙語：Sonia Maria Sotomayor，西班牙語：[ˈsonja sotomaˈʝoɾ]，1954年6月25日—），是美国最高法院大法官。她于2009年5月26日被贝拉克·奥巴马总统提名，自2009年8月8日起任职。索托马约尔是最高法院的第一位西班牙裔和拉丁裔成员。

## 生平
出生在纽约市布朗克斯区，父母都是波多黎各人。她的父亲在她9岁时去世，她随后由母亲抚养。索托马约尔1976年以最优异的成绩毕业于普林斯顿大学，1979年在耶鲁大学法学院获得法学博士学位，曾任《耶鲁法律杂志》编辑。她在纽约担任了四年半的地方助理检察官，然后于1984年开始私人执业。她在波多黎各法律辩护和教育基金、纽约州抵押贷款机构和纽约市竞选财务委员会的董事会中发挥了积极作用。
1991年，索托马约尔被老布什总统提名为美国纽约南区联邦地区法院法官，并于1992年得到确认。1997年，她被比尔·克林顿总统提名为美国联邦第二巡回上诉法院法官。她的提名受到参议院共和党多数派的阻挠，但她最终在1998年得到确认。在第二巡回法院，索托马约审理了3000多起案件的上诉，撰写了约380份意见书。索托马约尔曾在纽约大学法学院和哥伦比亚法学院任教。
2009年5月，贝拉克·奥巴马总统在戴維·蘇特法官退休后提名索托马约尔为最高法院大法官。2009年8月6日獲美國參議院68票贊成、31票反對，通過任命。她是美國最高法院第111任法官，同時亦為美國最高法院第三位女性法官。在法庭中，当意见泾渭分明时，索托马约尔一直支持自由派势力。在最高法院任职期间，索托马约尔一直关注被告的权利，呼吁改革刑事司法系统，并就种族、性别和族裔身份问题提出了慷慨激昂的异议。